# Krchleby (powiat Nymburk)
Krchleby – gmina w Czechach, w powiecie Nymburk, w kraju środkowoczeskim. Według danych z dnia 1 stycznia 2013 liczyła 714 mieszkańców.